# Ävjepilört
Ävjepilört (Persicaria foliosa) är en slideväxtart som först beskrevs av Harald Lindberg, och fick sitt nu gällande namn av Kitagawa. Ävjepilört ingår i släktet pilörter, och familjen slideväxter. Enligt den finländska rödlistan är arten starkt hotad i Finland. Enligt den svenska rödlistan är arten nära hotad i Sverige. Arten förekommer i Götaland, Svealand, Nedre Norrland och Övre Norrland. Artens livsmiljö är öppna översvämningsstränder med finsediment vid Östersjön.